# Ракинт, Александр Викентьевич
Александр Викентьевич Ракинт (6 июля 1815 — 16 августа 1907) — русский военный деятель, Генерального штаба генерал-майор , начальник Военно-исторического и топографического архива Военно-топографического депо (1856—1863).

## Биография
Дворянин герба Лебедь, получил образование в Павловском кадетском корпусе, выпуск 1836 года. 
С 1838 года — в 5-й артиллерийской бригаде; 1838—1840 — обучался в Императорской военной академии. В 1842 году назначен в Генеральный штаб. В 1846—1849 годах — дивизионный квартирмейстер 14-й пехотной дивизии, в 1849—1855 годах служил при Департаменте Генерального штаба. 
25.04.1853 года Ракинт командирован в Гренадерский корпус. В 1856—1863 годах — начальник военно-исторического и топографического архива Военно-топографического депо (один из архивов-предшественников РГВИА). В 1865 году был переведён на службу в Межевой корпус. Полковник.
На 1902 год Ракинт, которому было уже за 80, давно находясь в отставке, проживал в военной богадельне — Александровском убежище увечных и престарелых воинов в Москве.
Похоронен на кладбище при Троицкой церкви в городе Бологое. Надгробный памятник: «Стела из известняковой глыбы в стиле модерн. Лицевая сторона представляет развёрнутый сверху вниз свиток.» Надпись на памятнике: «Генерал-майор Александр Викентьевич Ракинт род. 6 июля 1815 г. умер 16 авг. 1901 г.».
Однако, поскольку в 1902 году генерал-майор Ракинт ещё был жив, можно предположить, что дату его кончины  следует читать, как 1907 год, а не 1901.

## Семья
Жена — Ракинт Виктория Ивановна (Людвиговна), урожденная графиня Остророг. Их дети:
- Николай (1850—1922), генерал-майор
- Владимир (1855—1917), генерал-майор
- Евгений, инженер-путеец.